# جام حذفی فوتبال استونی
 لیگ برتر فوتبال استونی  (به استونیایی: Eesti Karikas) مسابقاتی است که به صورت حذفی در کشور استونی از سال ۱۹۹۳ تاکنون برگزار می‌شود. این جام از ۹۰ تیم که از سراسر کشور استونی در آن شرکت می‌کنند برگزار می‌شود.
باشگاه فوتبال لوادیا تالین با ۷ قهرمانی پرافتخارترین تیم این سری مسابقات به حساب می‌آید.

## باشگاه‌ها بر پایه قهرمانی
| باشگاه         | قهرمانی |
| لوادیا تالین   | ۷       |
| فلورا تالین    | ۵       |
| تالینا سادام   | ۲       |
| تی‌وی‌ام‌کی تالین | ۲       |